# NGC 819
NGC 819 je galaksija u zviježđu Trokut.

## Vanjske poveznice
- SEDS: NGC 819